# On Your Feet or on Your Knees
On Your Feet or on Your Knees är ett musikalbum av Blue Öyster Cult som lanserades i februari 1975 på Columbia Records. Albumet släpptes ursprungligen som en dubbel-LP och innehöll förlängda versioner av låtar från gruppens tre första studioalbum. Inspelningarna är gjorda under flertalet olika konserter runt om i USA. Skivan avslutas med två covers. Rent kommersiellt sett är det ett av gruppens mest framgångsrika album, men på All Music Guide har skivan bara två stjärnor av fem i betyg, och Robert Christgau gav skivan ett mediokert C+ i betyg.

## Låtlista
1. "Subhuman" - 7:30
2. "Harvester of Eyes" - 4:55
3. "Hot Rails to Hell" - 5:55
4. "The Red and the Black" - 4:33
5. "7 Screaming Diz-Busters" - 8:27
6. "Buck's Boogie" - 7:40
7. "(Then Came The) Last Days of May" - 4:35
8. "Cities on Flame" - 4:08
9. "ME 262" - 8:47
10. "Before the Kiss (A Redcap)" - 5:05
11. "I Ain't Got You" - 8:59
12. "Born to Be Wild" - 6:36

## Listplaceringar
- Billboard 200, USA: #22[1]
- Kvällstoppen, Sverige: #8[2]